# Fuente Louvois
La Fuente Louvois (en francés: Fontaine Louvois) es una fuente monumental en la plaza pública Louvois en la rue Richelieu en el segundo distrito de París, cerca de la entrada de la Biblioteca Nacional de Francia. Fue construida entre 1836 y 1839 durante el reinado del rey Louis-Philippe.
La plaza Louvois fue creada en 1830, en el sitio donde estaba el antiguo Théâtre National de la rue de la Loi, que había sido construido en 1792 y fue demolido en 1820. La fuente fue diseñada por Louis Visconti, y la escultura es de Jean-Baptiste-Jules Klagmann. (Fr) Fue restaurada en 1859, 1874 y 1974. 